# ФК Емполи
Емполи (на италиански: Empoli Football Club) е италиански футболен клуб от град Емполи, Тоскана.

## Успехи
- Серия Б:
  -  Шампион (2): 2004/05, 2017/18

- Серия С1:
  -  Шампион (1): 1982/83

- Серия Д:
  -  Шампион (2): 1960/61, 1962/63

## История
- Серия А – 9 Сезона
- Серия Б – 13 Сезона
- Серия Ц – 49 Сезона
- Серия Д – 6 Сезона

## Известни бивши футболисти
- Антонио Ди Натале
- Масимо Макароне
- Винченцо Монтела
- Томазо Роки
- Марко Бориело
- Марсело Салайета
- Марк Брешано
- Винченцо Грела
- Максуел

## Състав
Последна актуализация: 24 август 2018